# David Dilwyn John
David Dilwyn John (St Bride's Major, Vale of Glamorgan, Wales, 20 november 1901 - 2 oktober 1995) was een Welsh zoöloog. Van 1935 tot 1948 was hij Assistant Keeper of Zoology in het British Museum (Natural History) in Kensington (Londen). Van 1948 tot 1968 was hij directeur van het National Museum of Wales in Cardiff.

## Leven
John kwam uit een gezin van vier kinderen. Zijn vader was pachter. John ging naar school in Bridgend. Zijn wetenschappelijke opleiding genoot hij aan het University College of Wales in Aberystwyth. Hij haalde een bachelor in de landbouw, met een eerste graad in zoölogie. Hij ontving zijn mastergraad in 1925, na een jaar onderzoek te hebben gedaan aan parasieten. Met zijn master op zak ging hij deelnemen aan het onderzoeksprogramma van de Discovery Investigations (niet te verwarren met de eerdere Discovery-expeditie, waarvan ze een voortvloeisel waren). Tussen 1925 en 1935 nam hij deel aan drie zeereizen in de Antarctische wateren; vanaf de tweede was hij onderzoeksleider, bij de derde werd voor het eerst het hele continent in de winter gerond, wat hem in 1941 een polar medal opleverde. Het rapport over de zeelelies die bij deze expedities werden verzameld, dat in 1938 verscheen, was van zijn hand. Hij beschreef en benoemde daarin een nieuw geslacht, tien nieuwe soorten, en een nieuwe variëteit. Van een deel gaf hij ook de beschrijvingen van de larven.
In 1935 kwam hij bij het British Museum (Natural History). Hij werd Assistant Keeper van de afdeling zoölogie, belast met de collectie stekelhuidigen. Het werk leidde tot diverse publicaties, en uiteindelijk ook tot zijn doctorsgraad.
In 1948 ging hij terug naar Wales, om daar directeur te worden van het National Museum Wales. Het museum was op dat moment bezig aan de overgang van een Brits museum naar een Welsh, waarbij ook de omgangstaal van het personeel goeddeels Welsh werd. Voor het leidinggeven aan dit proces, en voor het succesvol uitbreiden van het museum, werd John in 1961 benoemd tot CBE.
In 1929 huwde hij Marjorie Page, met wie hij een zoon en een dochter kreeg.

## Publicaties
- 1937 - The Southern species of the genus Euphausia. Discovery Reports 14: 195-321
- 1937 - Crinoidea. Résultats du Voyage de la Belgica 1897-99. Rapport scientifique, Zoologie: 1-12
- 1938 - Crinoidea. Discovery Reports 18: 121-222
- 1939 - Two South African holothurians with similar calcareous deposits. Annals and Magazine of Natural History, ser. 2, 4: 321–329
- 1939 - Crinoidea. British Australia New Zealand (B.A.N.Z.) Antarctic Research Expedition (1929-1931), Zoology and botany Series B 4(6): 1-24
- 1948 - Notes on asteroids in the British Museum (Natural History)- I. The species of Astropecten. Novitates Zoologicae 42(3): 397-508
- 1950 - Notes on asteroids in the British Museum (Natural History). 2. Some astropectinid species. Bulletin of the British Museum (Natural History), Zoology 1: 53-60
- 1954 - The "Rosaura" expedition. 3. The echinodermata. Bulletin of the British Museum (Natural History), Zoology 2: 139-162; samen met Ailsa McGown Clark

- Bibliothèque nationale de France: cb10960658x (data)
- Gemeinsame Normdatei: 173795374
- Nederlandse Thesaurus van Auteursnamen: 146851102
- Système universitaire de documentation: 150643306
- Virtual International Authority File: 210336638
- WorldCat: E39PBJrm9kG7WcYfBdX9XQMpT3